# Terminalia macadamii
Terminalia macadamii är en tvåhjärtbladig växtart som beskrevs av Arthur Wallis Exell. Terminalia macadamii ingår i släktet Terminalia och familjen Combretaceae. Inga underarter finns listade i Catalogue of Life.